# Psychoseseminar
Psychoseseminare sind Gesprächsforen und Expertenrunden, deren Kerngedanke eine gleichberechtigte Verständigung über Psychosen ist – letztlich mit dem Ziel, ein besseres, ganzheitliches Verständnis für Psychosen zu entwickeln und damit auch die Arbeit der Psychiatrie zu verändern. Experten sind im Sinne von Psychoseseminaren die Menschen, die selbst eine Psychose erlebt haben, Psychose-Erfahrene; ihre Angehörigen, die eine Psychose in der Regel aus nächster Nähe miterlebt haben; sowie Professionelle, die beruflich in der Psychiatrie mit Menschen mit Psychosen arbeiten. In Psychoseseminaren können diese unterschiedlichen Sichtweisen und Erfahrungen zur Sprache kommen und gleichberechtigt nebeneinander stehen. Dieser „Trialog“ genannte Erfahrungsaustausch soll von gegenseitigem Respekt geprägt sein. Die Teilnehmer erhalten dadurch neue Einblicke in das Erleben anderer und lernen somit mehr über das Phänomen Psychose.
In Deutschland, Österreich und der Schweiz gibt es inzwischen über 100 derartige Seminare. Sie sind organisatorisch autonom, so dass es eine große Vielfalt gibt, was die Art der Moderation, die internen Regeln, die Teilnehmerzahl, Zusammensetzung oder den Ort des Seminars betrifft. Als Grundregel gilt jedoch, dass die Seminare an einem neutralen Ort, meist eine Volkshochschule oder Hochschule, stattfinden und nicht zum Beispiel in einer Klinik, die mit unterschiedlichen Rollenzuweisungen behaftet ist.
Nach außen hin möchten Psychoseseminare ein menschliches Bild von Psychosen und psychisch Erkrankten vermitteln und auch in der Öffentlichkeit den Dialog und ein vertieftes Verständnis für diese stärken.

## Geschichte
Das erste Modell für die heutigen Psychoseseminare entstand im Sommer 1989 an der Universitätsklinik Hamburg, wo Dorothea Buck an den Psychologen Thomas Bock mit dem Wunsch herantrat, ihre Sicht als Psychose-Erfahrene einmal Fachleuten vorstellen zu können, damit diese mit dieser Kenntnis ihre Arbeit verändern und verbessern können. Dieses Modell ist dann in vielen Städten, angepasst an die Bedingungen vor Ort, übernommen worden.

## Film
- Raum 4070. Ein Dokumentarfilm von Jana Kalms und Torsten Striegnitz. Psychiatrie-Verlag, Bonn 2006.

- Psychosen verstehen. Ein Lehrfilm aus dem Psychoseseminar Potsdam. Psychiatrie-Verlag, Bonn 2006.

- 20 Jahre Trialog – Das Hamburger Psychoseseminar und seine Folgen. Dokumentarfilm von Alexandra Pohlmeier. Paranus-Verlag, Neumünster 2009, ISBN 978-3-940636-09-6